# Municipio de Grant (condado de Putnam)
El municipio de Grant (en inglés: Grant Township) es un municipio ubicado en el condado de Putnam en el estado estadounidense de Misuri. En el año 2010 tenía una población de 210 habitantes y una densidad poblacional de 3,51 personas por km².

## Geografía
El municipio de Grant se encuentra ubicado en las coordenadas 40°31′40″N 92°43′10″O / 40.52778, -92.71944. Según la Oficina del Censo de los Estados Unidos, el municipio tiene una superficie total de 59.88 km², de la cual 59,88 km² corresponden a tierra firme y (0 %) 0 km² es agua.

## Demografía
Según el censo de 2010, había 210 personas residiendo en el municipio de Grant. La densidad de población era de 3,51 hab./km². De los 210 habitantes, el municipio de Grant estaba compuesto por el 98,57 % blancos, el 0,48 % eran afroamericanos, el 0,48 % eran amerindios y el 0,48 % eran de una mezcla de razas. Del total de la población el 0,95 % eran hispanos o latinos de cualquier raza.